# Saymon Musie
Saymon Musie Mehari, né le 22 janvier 1998, est un coureur cycliste érythréen. 

## Biographie
En 2016, Saymon Musie représente l'Érythrée lors des championnats du monde juniors (moins de 19 ans). 
En 2017, il se révèle sur la Tropicale Amissa Bongo en réalisant deux tops dix. Il remporte  ensuite le Circuit de Massaoua et termine deuxième du Tour du Faso, troisième du Circuit d'Asmara, sixième du Tour d'Érythrée ou encore neuvième du Tour de Quanzhou Bay.
En 2018, il rejoint l'équipe continentale bolivienne Start-Gusto.

## Palmarès
- 2017
  - Circuit de Massaoua
  - 2e du Tour du Faso
  - 3e du Circuit d'Asmara
- 2018
  -  Champion d'Afrique du contre-la-montre par équipes (avec Mekseb Debesay, Metkel Eyob et Amanuel Gebrezgabihier)
  -  Médaillé de bronze du championnat d'Afrique du contre-la-montre espoirs
  - 3e du championnat d'Érythrée du contre-la-montre espoirs

## Classements mondiaux
| Année           | 2017 |
| --------------- | ---- |
| UCI Africa Tour | 29e  |